# Brindisi-Papola Casales flygplats
Brindisi-Papola Casales flygplats eller Salentos flygplats (IATA: BDS, ICAO: LIBR) (italienska: Aeroporto di Brindisi-Papola Casale) är en internationell flygplats i Brindisi, i södra Italien, belägen 6 kilometer från stadens centrum.

## Historik
Flygplats etablerades ursprungligen som en militär flygbas på 1920-talet. De första kommersiella flygningarna till Rom började på 1930-talet med etableringen av Ala Littoria 1934. Efter andra världskriget tog Alitalia över rutten och lade till en flygning till Catania. Från och med 2008 har flygplatsen officiellt ändrat sin rättsliga status till civil flygplats, men de militära anläggningarna som är knutna till den är fortfarande i drift. Dessa är identifierade med sitt ursprungliga namn "Military Airport Orazio Pierozzi", döpt till minne av en italiensk flygare från första världskriget.
Flygplatsen är officiellt uppkallad efter Antonio Papola, till minne av den italienska flygaren som dog den 13 februari 1948 i en flygolycka och som hade ett särskilt band till staden. Den är också officiellt känd som "Casale" med hänvisning till den angränsande stadsdelen i Brindisi med samma namn och även som "Salento Airport" med hänvisning till den geografiska region där den ligger.
Flygplatsens strategiska läge i Medelhavsområdet, tillsammans med dess multimodala förbindelser med motorvägen och hamnen några kilometer bort, har gjort den till en bas av avgörande betydelse för både det nationella försvaret och Nato.

### FN-närvaro
Av samma strategiska skäl valdes flygplatsen 1994 av FN till den viktigaste globala logistikbasen för att stödja dess fredsbevarande och fredsframtvingande insatser runt om i världen, vilket tidigare skedde på Pisas militära flygplats "San Giusto". År 2000 flyttades även FN:s depå för humanitära förnödenheter från Pisa till Brindisi. Den har sedan dess förvaltats av Världslivsmedelsprogrammet och är officiellt känd som United Nations Humanitarian Response Depot (UNHRD). På uppdrag av regeringar, andra FN-organ och icke-statliga organisationer skickas humanitärt bistånd från UNHRD Brindisi till de mest avlägsna och förödda regionerna runt om i världen.